# Orimarga (Orimarga) farriana
Orimarga (Orimarga) farriana is een tweevleugelige uit de familie steltmuggen (Limoniidae). De soort komt voor in het Neotropisch gebied.